# Pierre Bayonne
Pierre Bayonne   (Haití, 11 de juny de 1949) fou un futbolista haitià de la dècada de 1970.
Fou 21 cops internacional amb la selecció d'Haití amb la qual participà en la Copa del Món de futbol de 1974.
Pel que fa a clubs, destacà a Violette Athletic Club.